# روبرت كورتني
روبرت كورتني (بالإنجليزية: Robert Courtney)‏ هو صيدلي أمريكي، ولد في 15 سبتمبر 1952 في هايز في الولايات المتحدة.